# Державний університет Іллі

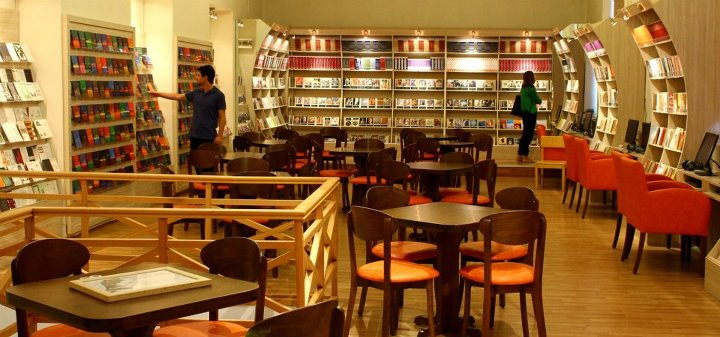
Книжковий магазин «Ligamus» в Iliauni

Державний університет Іллі (груз. ილიას სახელმწიფო უნივერსიტეტი) — вищий навчальний заклад в Тбілісі.

## Історія
Університет утворений в 2006 році шляхом злиття Університету західних мов і культури імені Іллі Чавчавадзе (Тбіліського державного інституту іноземних мов) і Педагогічного університету імені Сулхан Саба. Також в 2007 році була приєднана Академія фізкультурного виховання і спорту Грузії.
З 2010 року — Державний університет Іллі.